# Бюаш, Фредди
Фредди Бюаш (фр. Freddy Buache; 29 декабря 1924 — 28 мая 2019) — швейцарский киновед.

## Биография
Начинал с оригинального творчества: в 1948 г. написал пьесу «Ложный нюх» (фр. Les Faux Nez, совместно с Шарлем Апотело), в 1955 г. выпустил сборник стихов «Противо-песни» (фр. Contre-chants).
В дальнейшем автор многочисленных монографий о кинематографе. В их числе книги о режиссёрах Даниэле Шмиде («Портрет Даниэля Шмида, волшебника» — фр. Portrait de Daniel Schmid en magicien; 1975), Луисе Бунюэле (1990), Мишеле Суттере (2001), Мишеле Митрани (2006) — и обзорные труды: «Новая волна» (фр. La Nouvelle Vague; 1963, совместно с Раймоном Бордом и сценаристом Жаном Куртеленом), «Американское кино 1955—1970» (фр. Le Cinéma américain 1955—1970; 1974), «Швейцарское кино» (фр. Le Cinéma suisse; 1974), «Итальянское кино, 1945—1990» (фр. Le cinéma italien, 1945—1990; 1992) и др.
В 1951—1996 гг. директор Швейцарской синематеки в Лозанне. В 1967—1970 гг. содиректор Международного кинофестиваля в Локарно, в 1998 г. удостоен премии этого фестиваля за заслуги перед киноискусством (Léopard d’honneur). Лауреат Премии Лозанны (1985).